# Ganonema umbrosum
Ganonema umbrosum là một loài Trichoptera trong họ Calamoceratidae. Chúng phân bố ở miền Ấn Độ - Mã Lai.